# Todd Woodbridge
Todd Andrew Woodbridge (Sídney, 2 de abril de 1971) es un extenista australiano de los años 1990 y 2000 que se destacó en la modalidad de dobles, y que junto a su compatriota Mark Woodforde formó una de las duplas más importantes de la era open del tenis, apodada "los Woodies".

## Carrera

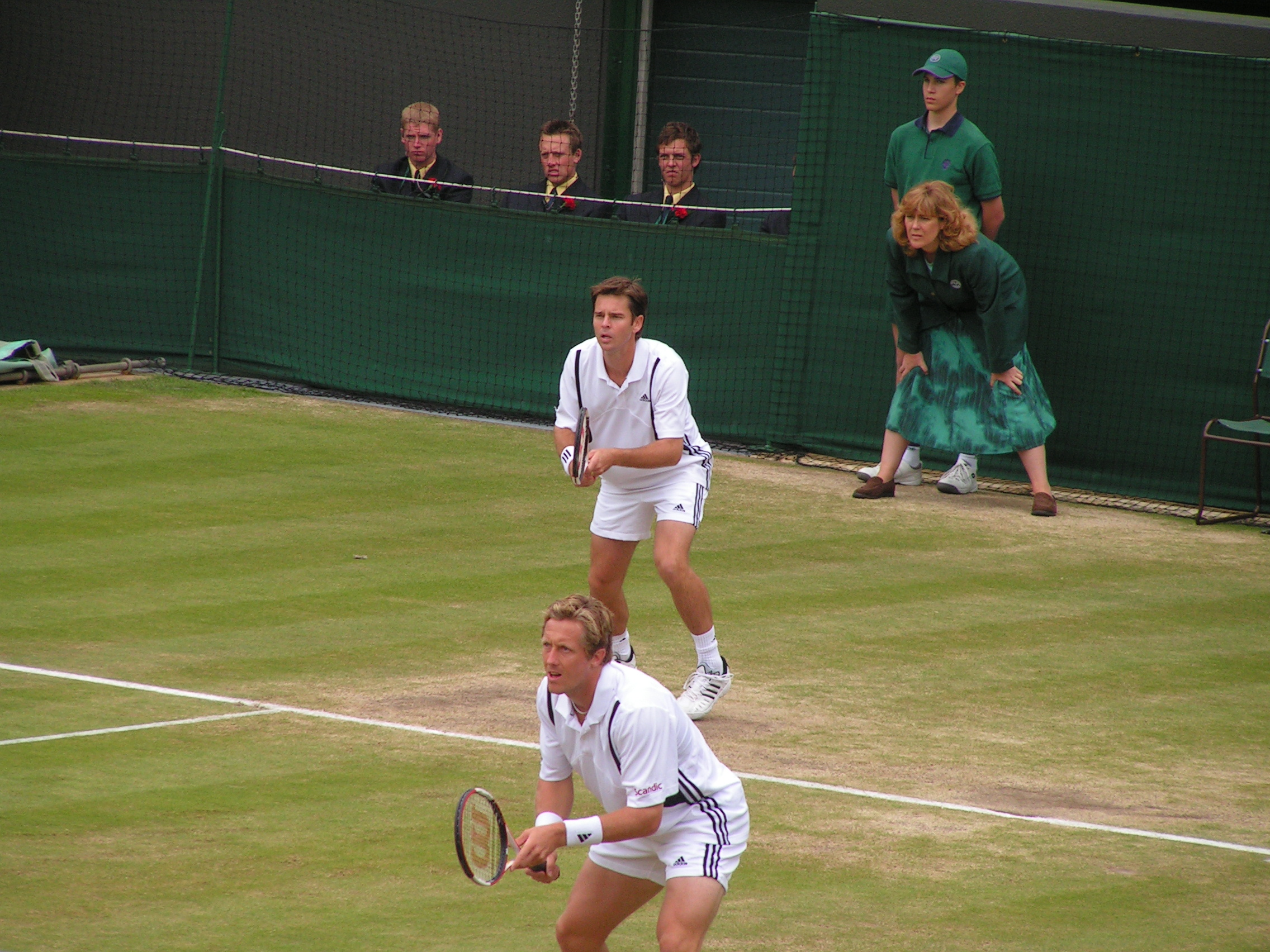
Bjorkman y Woodbridge en un partido de dobles en Wimbledon 2004

Woodbridge fue un destacado jugador júnior, alcanzando la final de sencillos de esta categoría en Wimbledon en 1987, y en el Abierto de Australia en 1987 y 1989. También en esta categoría logró los títulos de dobles en Roland Garros y Wimbledon 1988 y en el Abierto de Australia y Roland Garros en 1989. Fue el doblista júnior N.º 1 del mundo en 1987.
Junto a Woodforde logró un total de 61 títulos de ATP, incluyendo 11 de Grand Slam. Luego del retiro de Woodforde, conformó otra gran pareja junto al sueco Jonas Björkman, con quien conquistó 5 títulos de Grand Slam en 4 años.
Fue un activo miembro del equipo australiano de Copa Davis, siendo partícipe en los títulos de 1999 y 2003. En los Juegos Olímpicos de Sídney 2000 alcanzó la final junto a Woodforde y perdió ante la dupla canadiense Lareau-Nestor, tras cometer una doble falta cuando enfrentaba un pelota de partido en el quinto set.
Sus 83 títulos de dobles lo convierten en el plusmarquista de toda la historia en esta especialidad. Se retiró en 2005, tras lo cual ha trabajado como comentarista para la cadena australiana Seven Networks.

## Torneos de Grand Slam

### Campeón Dobles (16)
| Año  | Torneo               | Pareja         | Oponentes en la final          | Resultado             |
| 1992 | Abierto de Australia | Mark Woodforde | Kelly Jones Rick Leach         | 6-4 6-3 6-4           |
| 1993 | Wimbledon            | Mark Woodforde | Grant Connell Patrick Galbrath | 7-5 6-3 7-6(4)        |
| 1994 | Wimbledon            | Mark Woodforde | Grant Connell Patrick Galbrath | 7-6(3) 6-3 6-1        |
| 1995 | Wimbledon            | Mark Woodforde | Rick Leach Scott Melville      | 7-5 7-6(8) 7-6(5)     |
| 1995 | US Open              | Mark Woodforde | Alex O'Brien Sandon Stolle     | 6-3 6-3               |
| 1996 | Wimbledon            | Mark Woodforde | Byron Black Grant Connell      | 4-6 6-1 6-3 6-2       |
| 1996 | US Open              | Mark Woodforde | Jacco Eltingh Paul Haarhuis    | 4-6 7-6 7-6           |
| 1997 | Abierto de Australia | Mark Woodforde | Sébastien Lareau Alex O'Brien  | 4-6 7-5 7-5 6-3       |
| 1997 | Wimbledon            | Mark Woodforde | Jacco Eltingh Paul Haarhuis    | 7-6(4) 7-6(7) 5-7 6-3 |
| 2000 | Roland Garros        | Mark Woodforde | Paul Haarhuis Sandon Stolle    | 7-6 6-4               |
| 2000 | Wimbledon            | Mark Woodforde | Paul Haarhuis Sandon Stolle    | 6-3 6-4 6-1           |
| 2001 | Abierto de Australia | Jonas Björkman | Byron Black David Prinosil     | 6-1 5-7 6-4 6-4       |
| 2002 | Wimbledon            | Jonas Björkman | Mark Knowles Daniel Nestor     | 6-1 6-2 6-7(7) 7-5    |
| 2003 | Wimbledon            | Jonas Björkman | Mahesh Bhupathi Max Mirnyi     | 3-6 6-3 7-6(4) 6-3    |
| 2003 | US Open              | Jonas Björkman | Bob Bryan Mike Bryan           | 5-7 6-0 7-5           |
| 2004 | Wimbledon            | Jonas Björkman | Julian Knowle Nenad Zimonjić   | 6-1 6-4 4-6 6-4       |

### Finalista Dobles (4)
| Año  | Torneo               | Pareja         | Oponentes en la final           | Resultado               |
| 1994 | US Open              | Mark Woodforde | Jacco Eltingh Paul Haarhuis     | 3-6 6-8                 |
| 1997 | Roland Garros        | Mark Woodforde | Yevgeny Kafelnikov Daniel Vacek | 6-7(12) 6-4 3-6         |
| 1998 | Abierto de Australia | Mark Woodforde | Jonas Björkman Jacco Eltingh    | 2-6 7-5 6-2 4-6 3-6     |
| 1998 | Wimbledon            | Mark Woodforde | Jacco Eltingh Paul Haarhuis     | 6-2 4-6 6-7(3) 7-5 8-10 |

### Campeón Dobles Mixto (6)
| Año  | Torneo               | Pareja                  | Oponentes en la final                   | Resultado     |
| 1990 | US Open              | Elizabeth Smylie        | Natasha Zvereva Jim Pugh                | 6-4 6-2       |
| 1993 | Abierto de Australia | Arantxa Sánchez Vicario | Zina Garrison Jackson Rick Leach        | 7-5 6-4       |
| 1993 | US Open              | Helena Suková           | Martina Navratilova Mark Woodforde      | 6-3 7-6       |
| 1994 | Wimbledon            | Helena Suková           | Lorl McNeil T. J. Middleton             | 3-6 7-5 6-3   |
| 1995 | Roland Garros        | Larisa Neiland          | Jill Hetherington John-Laffnie de Jager | 7-6(8) 7-6(4) |
| 2001 | US Open              | Rennae Stubbs           | Lisa Raymond Leander Paes               | 6-4 5-7 7-6   |

## Títulos (85;2+83)

### Individuales (2)
| Leyenda                |
| Grand Slam (0)         |
| Tennis Masters Cup (0) |
| ATP Masters Series (0) |
| ATP Tour (2)           |

| N.º | Fecha              | Torneo        | Superficie    | Pareja        | Resultado |
| --- | ------------------ | ------------- | ------------- | ------------- | --------- |
| 1.  | 22 de mayo de 1995 | Coral Springs | Tierra batida | Greg Rusedski | 6-4 6-2   |
| 2.  | 6 de enero de 1997 | Adelaida      | Dura          | Scott Draper  | 6-2 6-1   |

### Finalista en individuales (7)
- 1990: New Haven (pierde ante Derrick Rostagno)
- 1992: Seúl (pierde ante Shuzo Matsuoka)
- 1993: Seúl (pierde ante Chuck Adams)
- 1994: Newport (pierde ante David Wheaton)
- 1995: Nottingham (pierde ante Javier Frana)
- 1996: TMS Toronto (pierde ante Wayne Ferreira)
- 1997: Memphis (pierde ante Michael Chang)

### Dobles (83)
| Leyenda                 |
| Grand Slam (16)         |
| Tennis Masters Cup (2)  |
| ATP Masters Series (18) |
| Oro Olímpico (1)        |
| ATP Tour (46)           |

| N.º | Fecha                    | Torneo                              | Superficie    | Pareja                 | Oponentes en la final               | Resultado               |
| 1.  | 12 de marzo de 1990      | Casablanca                          | Tierra batida | Simon Youl             | Paul Haarhuis Mark Koevermans       | 6-3, 6-1                |
| 2.  | 1 de octubre de 1990     | Brisbane                            | Dura          | Jason Stoltenberg      | Brian Garrow Mark Woodforde         | 2-6, 6-4, 6-4           |
| 3.  | 18 de febrero de 1991    | Bruselas                            | Moqueta       | Mark Woodforde         | Libor Pimek Michiel Schapers        | 6-3, 6-0                |
| 4.  | 11 de marzo de 1991      | Copenhague                          | Moqueta       | Mark Woodforde         | Mansour Bahrami Andrei Olhovskiy    | 6-3, 6-1                |
| 5.  | 15 de abril de 1991      | Tokio Outdoor                       | Dura          | Stefan Edberg          | John Fitzgerald Anders Jarryd       | 6-3, 7-6                |
| 6.  | 17 de junio de 1991      | Queen's Club, Londres               | Césped        | Mark Woodforde         | Grant Connell Glenn Michibata       | 7-6, 6-4                |
| 7.  | 26 de agosto de 1991     | Schenectady                         | Dura          | Javier Sánchez Vicario | Andrés Gómez Emilio Sánchez Vicario | 3-6, 7-6, 7-6           |
| 8.  | 30 de septiembre de 1991 | Brisbane                            | Dura          | Mark Woodforde         | John Fitzgerald Glenn Michibata     | 7-6, 6-3                |
| 9.  | 27 de enero de 1992      | Abierto de Australia, Melbourne     | Dura          | Mark Woodforde         | Kelly Jones Rick Leach              | 6-4, 6-3, 6-4           |
| 10. | 17 de febrero de 1992    | Memphis                             | Dura          | Mark Woodforde         | Kevin Curren Gary Muller            | 7-6, 6-1                |
| 11. | 24 de febrero de 1992    | Filadelfia                          | Moqueta       | Mark Woodforde         | Jim Grabb Richey Reneberg           | 7-5, 1-0, ret.          |
| 12. | 6 de abril de 1992       | Singapur                            | Dura          | Mark Woodforde         | Grant Connell Glenn Michibata       | 6-7, 6-2, 6-4           |
| 13. | 17 de agosto de 1992     | Cincinnati                          | Dura          | Mark Woodforde         | Patrick McEnroe Jonathan Stark      | 7-6, 6-4                |
| 14. | 19 de octubre de 1992    | Tokio                               | Dura          | Mark Woodforde         | Jim Grabb Richey Reneberg           | 7-6, 7-6                |
| 15. | 2 de noviembre de 1992   | Estocolmo                           | Moqueta       | Mark Woodforde         | Steve DeVries David Macpherson      | 6-4, 6-4                |
| 16. | 29 de noviembre de 1992  | Doubles Championships Johannesburgo | Dura          | Mark Woodforde         | John Fitzgerald Anders Järryd       | 6-2, 7-6, 5-7, 3-6, 6-3 |
| 17. | 11 de enero de 1993      | Adelaida                            | Dura          | Mark Woodforde         | John Fitzgerald Laurie Warder       | 6-4, 7-5                |
| 18. | 15 de febrero de 1993    | Memphis                             | Dura          | Mark Woodforde         | Jacco Eltingh Paul Haarhuis         | 6-4, 4-6, 6-3           |
| 19. | 19 de abril de 1993      | Hong Kong                           | Dura          | David Wheaton          | Sandon Stolle Jason Stoltenberg     | 6-1, 6-3                |
| 20. | 14 de junio de 1993      | Queen's Club, Londres               | Césped        | Mark Woodforde         | Neil Broad Gary Muller              | 6-4, 6-7, 6-3           |
| 21. | 5 de julio de 1993       | Wimbledon, Londres                  | Césped        | Mark Woodforde         | Grant Connell Patrick Galbraith     | 7-6, 6-3, 7-6           |
| 22. | 1 de noviembre de 1993   | Estocolmo                           | Moqueta       | Mark Woodforde         | Gary Muller Danie Visser            | 7-6, 5-7, 7-6           |
| 23. | 7 de febrero de 1994     | Dubái                               | Dura          | Mark Woodforde         | Darren Cahill John Fitzgerald       | 6-7, 6-4, 6-2           |
| 24. | 9 de mayo de 1994        | Pinehurst                           | Clay          | Mark Woodforde         | Jared Palmer Richey Reneberg        | 6-2, 3-6, 6-3           |
| 25. | 4 de julio de 1994       | Wimbledon, Londres                  | Césped        | Mark Woodforde         | Grant Connell Patrick Galbraith     | 7-6, 6-3, 6-1           |
| 26. | 22 de agosto de 1994     | Indianápolis                        | Dura          | Mark Woodforde         | Jim Grabb Richey Reneberg           | 6-4, 6-2                |
| 27. | 31 de octubre de 1994    | Estocolmo                           | Moqueta       | Mark Woodforde         | Jan Apell Jonas Björkman            | 6-4, 4-6, 6-3           |
| 28. | 16 de enero de 1995      | Sídney Outdoor                      | Dura          | Mark Woodforde         | Trevor Kronemann David Macpherson   | 7-6, 6-4                |
| 29. | 27 de marzo de 1995      | Miami                               | Dura          | Mark Woodforde         | Jim Grabb Patrick McEnroe           | 6-4, 3-6, 7-6           |
| 30. | 15 de mayo de 1995       | Pinehurst                           | Clay          | Mark Woodforde         | Alex O'Brien Sandon Stolle          | 6-2, 6-4                |
| 31. | 22 de mayo de 1995       | Coral Springs                       | Clay          | Mark Woodforde         | Sergio Casal Emilio Sánchez Vicario | 6-3, 6-1                |
| 32. | 10 de julio de 1995      | Wimbledon, Londres                  | Césped        | Mark Woodforde         | Rick Leach Scott Melville           | 7-5, 7-6, 7-6           |
| 33. | 14 de agosto de 1995     | Cincinnati                          | Dura          | Mark Woodforde         | Mark Knowles Daniel Nestor          | 6-4, 6-4                |
| 34. | 11 de septiembre de 1995 | US Open, Nueva York                 | Dura          | Mark Woodforde         | Alex O'Brien Sandon Stolle          | 6-3, 6-3                |
| 35. | 8 de enero de 1996       | Adelaida                            | Dura          | Mark Woodforde         | Jonas Björkman Tommy Ho             | 7-5, 7-6                |
| 36. | 4 de marzo de 1996       | Filadelfia                          | Moqueta       | Mark Woodforde         | Byron Black Grant Connell           | 7-6, 6-2                |
| 37. | 18 de marzo de 1996      | Indian Wells                        | Dura          | Mark Woodforde         | Brian MacPhie Michael Tebbutt       | 6-3, 6-4                |
| 38. | 1 de abril de 1996       | Miami                               | Dura          | Mark Woodforde         | Ellis Ferreira Patrick Galbraith    | 6-3, 6-7, 7-6           |
| 39. | 22 de abril de 1996      | Tokio                               | Dura          | Mark Woodforde         | Mark Knowles Rick Leach             | 6-1, 7-6                |
| 40. | 20 de mayo de 1996       | Coral Springs                       | Clay          | Mark Woodforde         | Ivan Baron Brett Hansen-Dent        | 6-3, 6-3                |
| 41. | 17 de junio de 1996      | Queen's Club, Londres               | Césped        | Mark Woodforde         | Sébastien Lareau Alex O'Brien       | 6-2, 6-7, 6-3           |
| 42. | 8 de julio de 1996       | Wimbledon, Londres                  | Césped        | Mark Woodforde         | Byron Black Grant Connell           | 4-6, 6-1, 6-3, 6-2      |
| 43. | 29 de julio de 1996      | JJ.OO Atlanta                       | Dura          | Mark Woodforde         | Neil Broad Tim Henman               | 6-4, 6-4, 6-2           |
| 44. | 9 de septiembre de 1996  | US Open                             | Dura          | Mark Woodforde         | Jacco Eltingh Paul Haarhuis         | 4-6, 7-6, 7-6           |
| 45. | 7 de octubre de 1996     | Singapur                            | Moqueta       | Mark Woodforde         | Martin Damm Andrei Olhovskiy        | 7-6, 7-6                |
| 46. | 17 de noviembre de 1996  | Hartford Doubles Championships      | Moqueta       | Mark Woodforde         | Sébastien Lareau Alex O'Brien       | 6-4, 5-7, 6-2, 7-6      |
| 47. | 27 de enero de 1997      | Abierto de Australia, Melbourne     | Dura          | Mark Woodforde         | Sébastien Lareau Alex O'Brien       | 4-6, 7-5, 7-5, 6-3      |
| 48. | 31 de marzo de 1997      | Miami                               | Dura          | Mark Woodforde         | Mark Knowles Daniel Nestor          | 6-4, 3-6, 6-3           |
| 49. | 7 de julio de 1997       | Wimbledon, Londres                  | Césped        | Mark Woodforde         | Jacco Eltingh Paul Haarhuis         | 7-6, 7-6, 5-7, 6-3      |
| 50. | 11 de agosto de 1997     | Cincinnati                          | Dura          | Mark Woodforde         | Mark Philippoussis Patrick Rafter   | 6-4, 6-2                |
| 51. | 27 de octubre de 1997    | Stuttgart Indoor                    | Moqueta       | Mark Woodforde         | Rick Leach Jonathan Stark           | 7-6, 7-6                |
| 52. | 19 de enero de 1998      | Sídney Outdoor                      | Dura          | Mark Woodforde         | Jacco Eltingh Daniel Nestor         | 6-3, 7-5                |
| 53. | 16 de febrero de 1998    | San José                            | Dura          | Mark Woodforde         | Nelson Aerts André Sá               | 6-1, 7-5                |
| 54. | 23 de febrero de 1998    | Memphis                             | Dura          | Mark Woodforde         | Ellis Ferreira David Roditi         | 6-4, 6-2                |
| 55. | 4 de mayo de 1998        | Múnich                              | Clay          | Mark Woodforde         | Joshua Eagle Andrew Florent         | 6-0, 6-3                |
| 56. | 19 de octubre de 1998    | Singapur                            | Moqueta       | Mark Woodforde         | Mahesh Bhupathi Leander Paes        | 6-2, 6-3                |
| 57. | 15 de febrero de 1999    | San José                            | Dura          | Mark Woodforde         | Aleksandar Kitinov Nenad Zimonjić   | 7-5, 6-7, 6-4           |
| 58. | 22 de febrero de 1999    | Memphis                             | Dura          | Mark Woodforde         | Sébastien Lareau Alex O'Brien       | 6-4, 7-5                |
| 59. | 26 de abril de 1999      | Orlando                             | Tierra batida | Jim Courier            | Bob Bryan Mike Bryan                | 7-6, 6-4                |
| 60. | 10 de enero de 2000      | Adelaide                            | Dura          | Mark Woodforde         | Lleyton Hewitt Sandon Stolle        | 6-4, 6-2                |
| 61. | 17 de enero de 2000      | Sídney                              | Dura          | Mark Woodforde         | Lleyton Hewitt Sandon Stolle        | 7-5, 6-4                |
| 62. | 3 de abril de 2000       | Miami                               | Dura          | Mark Woodforde         | Martin Damm Dominik Hrbaty          | 6-4, 6-1                |
| 63. | 22 de mayo de 2000       | Hamburgo                            | Tierra batida | Mark Woodforde         | Wayne Arthurs Sandon Stolle         | 6-7, 6-4, 6-3           |
| 64. | 12 de junio de 2000      | Roland Garros, París                | Tierra batida | Mark Woodforde         | Paul Haarhuis Sandon Stolle         | 7-6, 6-4                |
| 65. | 19 de junio de 2000      | Queen's Club, Londres               | Césped        | Mark Woodforde         | Jonathan Stark Eric Taino           | 7-6, 6-4                |
| 66. | 10 de julio de 2000      | Wimbledon, Londres                  | Césped        | Mark Woodforde         | Paul Haarhuis Sandon Stolle         | 6-3, 6-4, 6-1           |
| 67. | 14 de agosto de 2000     | Cincinnati                          | Dura          | Mark Woodforde         | Ellis Ferreira Rick Leach           | 7-6, 6-4                |
| 68. | 15 de enero de 2001      | Abierto de Australia, Melbourne     | Dura          | Jonas Björkman         | Byron Black David Prinosil          | 6-1 5-7 6-4 6-4         |
| 69. | 16 de abril de 2001      | Montecarlo                          | Tierra batida | Jonas Björkman         | Joshua Eagle Florent Andrew         | 3-6 6-4 6-2             |
| 70. | 14 de mayo de 2001       | Hamburgo                            | Tierra batida | Jonas Björkman         | Daniel Nestor Sandon Stolle         | 7-6(2) 3-6 6-3          |
| 71. | 7 de enero de 2002       | Auckland                            | Dura          | Jonas Björkman         | Martín García Cyril Suk             | 7-6(5) 7-6(7)           |
| 72. | 15 de abril de 2002      | Montecarlo                          | Tierra batida | Jonas Björkman         | Paul Haarhuis Yevgeny Kafelnikov    | 6-3 3-6 10-7            |
| 73. | 24 de junio de 2002      | Wimbledon                           | Césped        | Jonas Björkman         | Mark Knowles Daniel Nestor          | 6-1 6-2 6-7(7) 7-5      |
| 74. | 8 de julio de 2002       | Båstad                              | Tierra batida | Jonas Björkman         | Paul Hanley Michael Hill            | 7-6(6) 6-4              |
| 75. | 9 de junio de 2003       | Halle                               | Césped        | Jonas Björkman         | Martin Damm Cyril Suk               | 6-3 6-4                 |
| 76. | 23 de junio de 2003      | Wimbledon                           | Césped        | Jonas Björkman         | Mahesh Bhupathi Max Mirnyi          | 3-6 6-3 7-6(4) 6-3      |
| 77. | 25 de agosto de 2003     | US Open, Nueva York                 | Dura          | Jonas Björkman         | Bob Bryan Mike Bryan                | 5-7 6-0 7-5             |
| 78. | 20 de octubre de 2003    | Estocolmo                           | Dura          | Jonas Björkman         | Wayne Arthurs Paul Hanley           | 6-3 6-4                 |
| 79. | 12 de enero de 2004      | Sídney                              | Dura          | Jonas Björkman         | Bob Bryan Mike Bryan                | 7-6(3) 7-5              |
| 80. | 21 de junio de 2004      | Nottingham                          | Césped        | Paul Hanley            | Rick Leach Brian MacPhie            | 6-4, 6-3                |
| 81. | 21 de junio de 2004      | Wimbledon                           | Césped        | Jonas Björkman         | Julian Knowle Nenad Zimonjić        | 6-1 6-4 4-6 6-4         |
| 82. | 1 de noviembre de 2004   | París                               | Moqueta       | Jonas Björkman         | Wayne Black Kevin Ullyett           | 6-3 6-4                 |
| 83. | 17 de junio de 2005      | Sídney                              | Dura          | Kevin Ullyett          | Arnaud Clément Michaël Llodra       | 6-3, 6-3                |

### Finalista en dobles (torneos destacados)
- 1993: Johannesburgo Doubles Championships (junto a Mark Woodforde, pierden ante Jacco Eltingh y Paul Haarhuis)
- 1994: US Open
- 1994: Yakarta Doubles Championships (junto a Mark Woodforde pierden ante Jan Apell y Jonas Björkman)
- 1997: Roland Garros
- 1998: Abierto de Australia
- 1998: Masters de Montecarlo (junto a Mark Woodforde pierden ante Jacco Eltingh y Paul Haarhuis)
- 1998: Wimbledon
- 1999: Masters de Cincinnati (junto a Mark Woodforde pierden ante Byron Black y Jonas Björkman)
- 2000: JJ.OO de Sídney 2000 (junto a Mark Woodforde pierden ante Sébastien Lareau y Daniel Nestor)
- 2001: Masters de Indian Wells (junto a Jonas Björkman pierden ante Wayne Ferreira y Yevgeny Kafelnikov)
- 2001: Masters de Miami (junto a Jonas Björkman pierden ante Jiří Novák y David Rikl)
- 2002: Masters de Hamburgo (junto a Jonas Björkman pierden ante Mahesh Bhupathi y Jan-Michael Gambill)
- 2003: Masters de Canadá (junto a Jonas Björkman pierden ante Mahesh Bhupathi y Max Mirnyi)
- 2004: Masters de Miami (junto a Jonas Björkman pierden ante Wayne Black y Kevin Ullyett)
- 2004: Masters de Cincinnati (junto a Jonas Björkman pierden ante Mark Knowles y Daniel Nestor)

- Datos: Q335312
- Multimedia: Todd Woodbridge / Q335312